# اچ‌ام‌اس اسنودراپ (۱۹۱۵)
اچ‌ام‌اس اسنودراپ (۱۹۱۵) (به انگلیسی: HMS Snowdrop (1915)) یک کشتی بود که طول آن ۲۵۵ فوت ۳ اینچ (۷۷٫۸۰ متر) بود. این کشتی در سال ۱۹۱۵ ساخته شد.